# مصطفى نيسابوري
مصطفى نيسابوري (و. 1943 في الدار البيضاء) هو شاعر مغربي.
كان نيسابوري من مؤسسي مجلة أنفاس، وهي مجلة ربعية رائدة ثنائية اللغة نشرت فيها قصائد ومقالات وقصص خيالية. (حظرت المجلة عام 1972.) شارك مع محمد خير الدين في كتابة بيان «شعر كل» (Poésie Toute) عام 1964، وهو معلم مهم من معالم تاريخ الأدب المغربي. فتح دارا مخصصة للشعر في الدار البيضاء. ساهمت أعماله كثيرا في تجديد الشعر المغربي.